# Smoorverliefd (2013)
Smoorverliefd is een Nederlandse filmkomedie uit 2013, onder regie van Hilde Van Mieghem. Het scenario is gebaseerd op de gelijknamige Vlaamse film.
In minder dan twee weken kreeg de filmploeg een Gouden Film.

## Verhaal
Tienerdochter Eva, haar moeder Judith, tante Barbara en grote zus Anna wonen samen in Den Haag. Ze zijn mooi en verstandig, maar toch loopt hun liefdesleven niet altijd op rolletjes.

## Rolverdeling
| Acteur          | Personage        |
| --------------- | ---------------- |
| Susan Visser    | Judith           |
| Anna Drijver    | Barbara          |
| Anna Raadsveld  | Anna             |
| Beatrice Hillen | Eva              |
| Johnny de Mol   | Mathias          |
| Rik Launspach   | Nick             |
| Tarikh Janssen  | Jim              |
| Manuel Broekman | Bastiaan         |
| Filip Peeters   | Theo             |
| Pierre Bokma    | Bob Haazen       |
| Victor Löw      | Regisseur        |
| Alfred Heppener | Schoonvader Theo |

## Titelsong
De titelsong van de film was Ondanks alles van Glennis Grace.